# Wolfgang Kellner (Schriftsteller)
Wolfgang Kellner (* 4. Juni 1928 in Berlin; † 30. Dezember 2014 ebenda) war ein deutscher Schriftsteller und Dramaturg.

## Leben
Wolfgang Kellner musste 1943 die Oberschule verlassen, weil er unter die Rassengesetzgebung fiel. Er absolvierte nach dem Krieg eine Lehre zum Goldschmied und war unter anderem als Holzfäller und Bartender tätig. Über die Stationen Theaterinspizient und Regieassistent wurde er 1953 Filmvorführer in den DEFA-Synchronstudios in Babelsberg. Er verfasste Texte für Dokumentar- und Kurzfilme, arbeitete als Filmeditor und Regisseur im Dokumentarfilmbereich.
Er studierte 1967 bis 1971 am Leipziger Literaturinstitut und arbeitete danach als Dramaturg an der Filmhochschule Babelsberg. Er war als Szenarist und Drehbuchautor unter anderem an den Filmen Alarm auf dem Dachboden (1978) und Verflixte gute Fee (1990) beteiligt. Seit 1973 ist er freiberuflicher Schriftsteller.
Sein autobiografischer Roman Abenteurer wider Willen wurde 1987 von Michael Kann bei der DEFA unter dem Titel  Stielke, Heinz, fünfzehn… verfilmt und enthielt die erste Hauptrolle von Marc Lubosch.

## Werke
- Der Rückfall. Klärer Leo Lex berichtet aus der Arbeit des KKsF (Komitee zur Klärung schwieriger Fälle). Illustrationen von Hans Ticha. Verlag Das Neue Berlin, Berlin 1974.
- Die große Reserve. Phantastische Geschichten aus einer utopischen Zeit. Illustrationen von Hans Ticha. Greifenverlag zu Rudolstadt, 1981. Neuausgabe: Verlag Neues Leben, Berlin 1990.
- Abenteurer wider Willen. Die wechselvolle Jugend des Heinz Stielke. Roman. Verlag Neues Leben, Berlin 1984.
- Der Ausbruch, oder Der Fall Gengelstedt. Klärer Leo Lex berichtet aus der Arbeit des KKsF (Komitee zur Klärung schwieriger Fälle). Utopische Erzählung, Illustrationen von Hans Ticha. Verlag Das Neue Berlin, Berlin 1987.